# Daniel Savini
Pour les articles homonymes, voir Savini.
Daniel Savini, né le 26 septembre 1997 à Reggio d'Émilie, est un coureur cycliste italien.

## Biographie
Originaire de Reggio d'Émilie, Daniel Savini réside à Massa en Toscane. Il commence à se consacrer au cyclisme à l'âge de six ans.
En 2015, il s'impose notamment sur le Giro della Lunigiana. Ses bons résultats lui permettent de remporter l'Oscar TuttoBici des juniors. Il court ensuite au sein des clubs Hopplà Petroli Firenze et Maltinti Lampadari-Banca di Cambi lors de ses deux premières saisons espoirs (moins de 23 ans). Bon puncheur, il s'illustre principalement dans le calendrier amateur italien en obtenant plusieurs victoires. 
Il passe finalement professionnel en 2018 au sein de l'équipe Bardiani CSF. En juin, il termine dixième et meilleur jeune du Tour de Haute-Autriche. L'année suivante, il se classe troisième du Trophée Matteotti et septième de l'Orlen Nations Grand Prix, manche de la Coupe des Nations espoirs. Il participe au Tour de Lombardie, son premier monument, où il abandonne.
En 2020, il prend de nouveau la troisième place du Trophée Matteotti. Lors de l'année 2021, il finit sixième et meilleur grimpeur de l'Istrian Spring Trophy. Il n'est toutefois pas conservé par ses dirigeants. Daniel Savini trouve alors refuge au sein de l'équipe continentale MG.K Vis Colors For Peace VPM en 2022. 

## Palmarès
- 2015
  - Coppa Pietro Linari
  - Giro della Lunigiana :
    - Classement général
    - 1re étape

  - 2e du Trophée de la ville de Loano
- 2016
  - Trofeo Castelnuovo Val di Cecina
  - Coppa 29 Martiri di Figline di Prato
- 2017
  - Grand Prix San Giuseppe
  - Grand Prix de la ville de Pontedera
  - 2e du Gran Premio La Torre
- 2019
  - 3e du Trophée Matteotti
- 2020
  - 3e du Trophée Matteotti

## Classements mondiaux
| Année           | 2016   | 2017   |
| --------------- | ------ | ------ |
| UCI Europe Tour | 1 836e | 1 116e |

## Distinctions
- Oscar TuttoBici juniors : 2015